# Distretto di Dobropillja
Il distretto di Dobropillja (in ucraino Добропільський район?) era un distretto dell'Ucraina, situato nell'oblast' di Donec'k. Il suo capoluogo era Dobropillja.
È stato soppresso con la riforma amministrativa del 2020.